# 小行星2432
小行星2432（2432 Soomana）是一颗围绕太阳公转的小行星。1981年3月30日，愛德華·鮑威爾在可可尼诺县发现了此天体。
該小行星以「星星女孩」的霍皮語命名。
这颗小行星的绝对星等为80.74727679640715等。